# Sessvollmoen
Sessvollmoen este o localitate din comuna Ullensaker, provincia Akershus, Norvegia, cu o suprafață de 1,03 km² și o populație de 915 locuitori (2013).